# خوسيه ماريا روبليدو
خوسيه ماريا روبليدو (بالإسبانية: José María Robledo)‏ هو مجدف أرجنتيني، ولد في 7 يوليو 1939 في روساريو في الأرجنتين.

## وصلات خارجية
- خوسيه ماريا روبليدو على موقع الاتحاد الدولي للتجديف (الإنجليزية)
- خوسيه ماريا روبليدو على موقع اللجنة الأولمبية الدولية (الإنجليزية)
- خوسيه ماريا روبليدو على موقع أوليمبيديا (الإنجليزية)